# Groși
Groși es una comuna ubicada en el distrito de Maramureș, Rumania.

## Superficie
Cuenta con una superficie de 23,53 kilómetros cuadrados.

## Demografía
Hasta 2021 la población era de 3641 habitantes, con una densidad de población de 154,7 habitantes por kilómetro cuadrado.